# Thomas Häberli
Thomas Häberli (Lucerna, Suiza, 11 de abril de 1974) es un exjugador y entrenador de fútbol suizo. Actualmente está sin club.

## Carrera como jugador
Nacido en Lucerna, Suiza, Häberli comenzó su carrera en el club semiprofesional FC Eschenbach, con sede en Eschenbach, Lucerna a las afueras de su ciudad natal. En 1994, se trasladó al FC Le Mont, con sede en Le Mont-sur-Lausanne, en la Romandía. Después de solo cuatro apariciones, sus rivales locales más grandes lo contrataron rápidamente y en 1995, a los 20 años, fichó por el FC Lausanne-Sport. Sin embargo, sufrió problemas de espalda, por lo que rescindió su contrato con el Lausanne-Sport y se retiró del fútbol profesional.
Para la temporada 1996–97, fichó por el antiguo club FC Hochdorf en su casa Cantón de Lucerna, que en ese momento jugaba en el quinto nivel de la Liga de Suiza. En 1997, se trasladó a otro equipo local FC Schötz, con sede en Schötz. En el verano de 1999, a la edad de 25 años, Häberli se sintió en forma y listo para reanudar su vida como futbolista profesional. Llamó a otro equipo local SC Kriens que le ofreció una prueba e impresionó lo suficiente como para ganar un contrato. Su tiempo jugando en la Swiss Challenge League en el SC Kriens fue un éxito y pronto los clubes tomaron nota. En 2000, fichó por el FC Basel pero rápidamente se mudó a Berna para jugar en el BSC Young Boys donde permaneció hasta el final de su carrera activa. En ese momento, Häberli era el jugador con más años de servicio en el club.
En la temporada 2007-08, Häberli anotó 18 goles y terminó segundo en la tabla de goleadores, detrás de su compañero de equipo Hakan Yakin, a pesar de que Young Boys terminó segundo después de ser derrotados por FC Basel en el último día de la temporada.

## Carrera como entrenador

### Young Boys
Häberli fue contratado como entrenador de la sub-18 para Young Boys en 2010. Después de que el entrenador del primer equipo Vladimir Petković fuera despedido, Häberli fue nombrado entrenador interino el 8 de mayo de 2011 junto con el asistente del entrenador Erminio Piserchia, hasta el 1 de julio de 2011, donde Christian Gross tomaría el relevo. Después del verano, continuó entrenando a la selección sub-18.
El 30 de abril de 2012, Häberli fue ascendido a segundo entrenador del primer equipo bajo el mando de Martin Rueda. En abril de 2013 se anunció que Häberli se haría cargo de la selección sub-21 del club.

### FC Basel
El 26 de abril de 2013 se confirmó que Häberli se haría cargo del equipo Sub-21 del FC Basel a partir de la temporada 2013-14. En octubre de 2015, Häberli cambió de puesto y fue nombrado como entrenador del nuevo talento del club. Ocupó este cargo hasta el comienzo de la temporada 2018/19, donde fue nombrado segundo entrenador del primer equipo. Häberli renunció el 3 de enero de 2019.

### FC Lucerna
El 21 de febrero de 2019, fue nombrado entrenador del FC Lucerna. Tras un mal comienzo en la temporada 2019-2020, fue despedido el 16 de diciembre de 2019.

### Estonia
El 5 de enero de 2021, Häberli fue nombrado entrenador de la Selección nacional de Estonia con un contrato que se extendería hasta el final de la clasificación para la Copa Mundial de la FIFA 2022.El 15 de mayo de 2024, la Asociación Estonia de Fútbol comunicó que dejaría su cargo a partir de junio de 2024 y que su lugar sería ocupado por Jürgen Henn.

### Servette
El 10 de junio de 2024, fue confirmado como entrenador del Servette. Llevó al club al segundo puesto en la Superliga suiza 2024-25, a diez puntos del campeón, el FC Basilea. Tras un mal comienzo en la temporada 2025-26, fue despedido el 4 de agosto de 2025.

## Clubes

### Como jugador
| Club           | País  | Año       |
| -------------- | ----- | --------- |
| Le Mont        | Suiza | 1994      |
| Lausanne Sport | Suiza | 1995      |
| FC Hochdorf    | Suiza | 1996-1997 |
| FC Schötz      | Suiza | 1997-1999 |
| Kriens         | Suiza | 1999      |
| FC Basel       | Suiza | 2000      |
| Young Boys     | Suiza | 2000-2009 |

### Como entrenador
| Club                 | País    | Año       |
| -------------------- | ------- | --------- |
| FC Perlen-Buchrain   | Suiza   | 2009-2010 |
| Young Boys (sub-18)  | Suiza   | 2010-2012 |
| Young Boys           | Suiza   | 2011      |
| Young Boys (sub-21)  | Suiza   | 2013      |
| FC Basel (sub-21)    | Suiza   | 2013-2015 |
| FC Lucerna           | Suiza   | 2019      |
| Selección de Estonia | Estonia | 2021-2024 |
| Servette             | Suiza   | 2024-2025 |